# Miya Tachibana
Miya Tachibana (立花 美哉, Tachibana Miya), née le 12 décembre 1974 à Ōtsu, est une nageuse synchronisée japonaise.

## Carrière
Lors des Jeux olympiques de 1996 à Atlanta, Miya Tachibana remporte en ballet avec Miho Kawabe, Junko Tanaka, Rei Jimbo, Miho Takeda, Akiko Kawase, Raika Fujii, Kaori Takahashi, Mayuko Fujiki et Riho Nakajima la médaille de bronze olympique.
Elle obtient la médaille d'argent olympique dans les deux épreuves de natation synchronisée aux Jeux olympiques d'été de 2000 à Sydney : en duo avec Miho Takeda et en ballet avec Rei Jimbo, Miho Takeda, Raika Fujii, Yoko Isoda, Yuko Yoneda, Yoko Yoneda, Juri Tatsumi et Ayano Egami.
Elle réédite cette performance à Athènes pour les Jeux olympiques de 2004. Elle est vice-championne en duo avec Miho Takeda et en ballet avec Miho Takeda, Juri Tatsumi, Yoko Yoneda, Michiyo Fujimaru, Saho Harada, Naoko Kawashima, Kanako Kitao et Emiko Suzuki.